# En Barranquilla me quedo
«En Barranquilla me quedo» es una canción del género salsa compuesta e interpretada por el cantante colombiano Joe Arroyo y su orquesta La Verdad, incluida en el álbum Fuego en mi mente, grabado en los estudios de Discos Fuentes y publicado el 11 de abril de 1988.
La composición es un homenaje de Arroyo a Barranquilla, ciudad donde residió desde los 14 años hasta su muerte. La canción es considerada uno de los himnos populares de la ciudad que le da el título.